# ラース・クリスチャンセン (ハンドボール選手)
ラース・ロイシン・クリスチャンセン (Lars Roslyng Christiansen、1972年4月18日- スナボー)は デンマークの元ハンドボール選手 。彼はハンドボールデンマーク代表の一員として、2008年ヨーロッパ男子ハンドボール選手権と2012年ヨーロッパ男子ハンドボール選手権で優勝した 。2008年のチャンピオンシップでは、彼は得点王では、2008年の大会とともに ニコラ・カラバティッチ と イヴァノ・バリッチと共にトップスコアを出し、2008年のオールスターチームにも選ばれた。
クリスチャンセンは、ハンドボールデンマーク代表で338試合に出場し 、1503ゴールを決めた。彼は現在、ハンドボールデンマーク代表でほとんどの試合と得点を持つ。
彼はドイツのクラブSGフレンスブルク・ハンドウィットでプレーし、2004年にドイツ選手権で優勝し、1997年にはEHFカップで優勝した。SGフレンスブルク・ハンドウェイトとの14年間で彼は3996の得点を挙げ、そのうちの1623は7メートルのペナルティポイントから得点した。
ラース・クリスチャンセンのいとこであるJan Paulsenは、プレイメーカーとして、ハンドボールデンマーク代表 としてラース・クリスチャンセンと一緒にプレーした。
彼は元ハンドボール選手のChristina Roslyngと結婚し、彼女は ハンドボールデンマーク女子代表でプレーした。彼らには、フレデリックという息子がいる。彼らは2009年に離婚したが、2012年には再婚した。

## タイトル

### クラブチーム
- EHF Champions League:
  - 2 銀メダル:2004,2007
- ドイツ選手権: 
  - 1 金メダル:2004年
- DHB-Pokal:
  - 1 金メダル:2003年2004年2005年
- EHF Cup:
  - 1 金メダル:1997年
- EHF Cup Winner's Cup:
  - 1 金メダル:2001年
- EHF City Cup:
  - 1 金メダル:1999年
- デンマークの選手権:
  - 1 金メダル:1993年-1994年
- ドイツブンデスリーガTopscorer:2005,2003

### 代表チーム
- IHF世界選手権大会:
  - 2 銀メダル: 2011年
  - 3 銅メダル:2007年
- EHF European Championship: 
  - 1 金メダル:2008年 2012年
  - 3 銅メダル:2002年2004年2006年

## 個人受賞
- 欧州選手権大会オールスター・レフトウィング:2008年
- 欧州選手権大会得点王:2008年
- ハンドボール-ブンデスリーガ得点王:2003年、2005年